# Édouard Vaillant
Marie Édouard Vaillant (26 de janeiro de 1840, Vierzon - 18 de dezembro de 1915, Paris) foi um socialista francês que participou da Comuna de Paris e foi membro do Conselho Geral da Associação Internacional dos Trabalhadores de 1870 até 1872. Foi também um dos fundadores do Partido Socialista Francês, em 1901.